# Passe (Angola)
Passe ist eine Gemeinde (Comuna) des Kreises (Município) von Bocoio in der angolanischen Provinz Benguela mit 19.857 Einwohnern (2003). Neben Passe besteht der Kreis aus den weiteren Gemeinden Chila, Cubal do Lumbo und Monte-Belo. Das Gebiet ist stark betroffen von nicht beseitigten Landminen aus der Zeit des Bürgerkriegs in Angola. 2012 zerstörte eine Dürre rund 55.000 Hektar Ackerland in und um Bocoio. Inzwischen wird auch Ananas angebaut, um die Agrarproduktion zu diversifizieren.
In Passe unterhält der Christian Children´s Fund Angola seit dem 4. April 2003 eine Krankenstation (Health Post), die wegen der extrem dünnen Besiedlung der Gegend allerdings wenig frequentiert wird. Die Europäische Union förderte in Passe nach dem Ende des Bürgerkriegs den Wiederaufbau der örtlichen Schule.